# Chalcoecia rhodoxantha
Chalcoecia rhodoxantha là một loài bướm đêm trong họ Noctuidae.